# انگلیسی (نمایش‌نامه)
انگلیسی (به انگلیسی: English) نمایشنامه‌ای است نوشته ساناز طوسی، نویسنده ایرانی - آمریکایی که نخستین بار در ۵ فوریه ۲۰۲۲، با کارگردانی کنود آدامز و تهیه‌کنندگی دو کمپانی راونداباوت و آتلانتیک تیاتر در سالن لیندا گروس نیویورک روی صحنه رفت. داستان آن دربارهٔ تلاش گروهی بزرگسال برای یادگرفتن زبان انگلیسی و شرکت در آزمون تافل است. این نمایش در سال ۲۰۲۳ جایزه پولیتزر برای نمایش‌نامه را به دست آورد.

## داستان
در کلاس زبانی در کرج، گلی، الهام، امید و رؤیا، خود را برای امتحان تافل آماده می‌کنند.
معلم کلاس، مرجان، چند سالی در منچستر زندگی کرده و بعد به ایران برگشته.
گلی ۱۸ ساله  در آرزوی دست یافتن به فرصت‌های تازه می‌خواهد مهاجرت کند. رؤیا پسری دارد که در کانادا زندگی می‌کند. پسر شرط گذاشته که اگر رؤیا می‌خواهد با او و خانواده‌اش زندگی کند باید انگلیسی یاد بگیرد و با نوه‌اش انگلیسی حرف بزند.
الهام  از یکی از دانشکده‌های پزشکی استرالیا پذیرش گرفته و باید در امتحان تافل قبول شود تا بتواند ثبت‌نام کند. او ۵ بار تا به حال در امتحان تافل رد شده. امید شاگرد دیگر این کلاس است که کمتر از همه لهجه دارد و لغت‌های زیادی بلد است اما معلوم نیست از کجا انگلیسی را به این خوبی یادگرفته.
در این نمایش، طی ۲۲ صحنه، شاهد ۶ هفته از کلاس رفتن این گروه، زنگ تفریح‌هایشان و پیشرفتشان در زبان هستیم و به مرور با آنها و دغدغه‌هایشان آشنا می‌شویم.

## اجرای نخست
انگلیسی، محصول مشترک دو کمپانی راونداباوت (Roundabout) و آتلانتیک تیاتر (Atlantic Theatre)، از ۵ فوریه تا ۲۰ مارس ۲۰۲۲ در سالن لیندا گروس نیویورک روی صحنه بود. کارگردانی نمایش را کنود ادامز برعهده داشت.

### بازیگران اجرای نخست[۲]
- هادی طبال در نقش امید
- پویا محسنی در نقش رؤیا
- طلا اش در نقش الهام
- آوا لاله‌زارزاده در نقش گلی
- مرجان نشاط در نقش مرجان

## جوایز
انگلیسی در سال ۲۰۲۳ برنده جایزه پولیتزر و جایزه اوبی بهترین نمایشنامه جدید آمریکایی و نامزد دریافت دراما دسک بوده‌است.